# Pygeum henryi
Pygeum henryi är en rosväxtart som beskrevs av Stephen Troyte Dunn. Pygeum henryi ingår i släktet Pygeum och familjen rosväxter. Inga underarter finns listade i Catalogue of Life.